# Ptisana oreades
Ptisana oreades är en kärlväxtart som först beskrevs av Karel Domin, och fick sitt nu gällande namn av Murdock. Ptisana oreades ingår i släktet Ptisana och familjen Marattiaceae. Inga underarter finns listade i Catalogue of Life.